# جورج دبليو. بريان
جورج دبليو. بريان (بالإنجليزية: George W. Bryan)‏ هو شخصية أعمال أمريكي، ولد في 5 أبريل 1946 في ويست بوينت في الولايات المتحدة.

## وصلات خارجية
- جورج دبليو. بريان على موقع إن إن دي بي (الإنجليزية)